# Mistrovství světa ve stolním tenise
Mistrovství světa ve stolním tenise (anglicky World Table Tennis Championships) je turnaj organizovaný Mezinárodní federací stolního tenisu (International Table Tennis Federation, zkr. ITTF).

## Historie
První turnaj se uskutečnil v roce 1926 a až do roku 1956 se pořádal každý rok, s výjimkou let 1940-1947 z důvodu probíhající druhé světové války. 
Počínaje rokem 1957 je turnaj organizován jednou za dva roky. Od roku 2000 je mistrovství rozděleno na mistrovství světa družstev a jednotlivců, kdy mistrovství jednotlivců se hraje každý lichý rok a družstev každý sudý rok.

## Přehled světových šampionátů
| Poř. | Rok     | Město        | Země               |
| ---- | ------- | ------------ | ------------------ |
| 1.   | MS 1926 | Londýn       | Spojené království |
| 2.   | MS 1928 | Stockholm    | Švédsko            |
| 3.   | MS 1929 | Budapešť     | Maďarsko           |
| 4.   | MS 1930 | Berlín       | Německo            |
| 5.   | MS 1931 | Budapešť     | Maďarsko           |
| 6.   | MS 1932 | Praha        | Československo     |
| 7.   | MS 1933 | Baden        | Rakousko           |
| 8.   | MS 1934 | Paříž        | Francie            |
| 9.   | MS 1935 | Londýn       | Spojené království |
| 10.  | MS 1936 | Praha        | Československo     |
| 11.  | MS 1937 | Baden        | Rakousko           |
| 12.  | MS 1938 | Londýn       | Spojené království |
| 13.  | MS 1939 | Káhira       | Egypt              |
| 14.  | MS 1947 | Paříž        | Francie            |
| 15.  | MS 1948 | Londýn       | Spojené království |
| 16.  | MS 1949 | Stockholm    | Švédsko            |
| 17.  | MS 1950 | Budapešť     | Maďarsko           |
| 18.  | MS 1951 | Vídeň        | Rakousko           |
| 19.  | MS 1952 | Bombaj       | Indie              |
| 20.  | MS 1953 | Bukurešť     | Rumunsko           |
| 21.  | MS 1954 | Londýn       | Spojené království |
| 22.  | MS 1955 | Utrecht      | Nizozemsko         |
| 23.  | MS 1956 | Tokio        | Japonsko           |
| 24.  | MS 1957 | Stockholm    | Švédsko            |
| 25.  | MS 1959 | Dortmund     | Západní Německo    |
| 26.  | MS 1961 | Peking       | Čína               |
| 27.  | MS 1963 | Praha        | Československo     |
| 28.  | MS 1965 | Lublaň       | Jugoslávie         |
| 29.  | MS 1967 | Stockholm    | Švédsko            |
| 30.  | MS 1969 | Mnichov      | Západní Německo    |
| 31.  | MS 1971 | Nagoja       | Japonsko           |
| 32.  | MS 1973 | Sarajevo     | Jugoslávie         |
| 33.  | MS 1975 | Kalkata      | Indie              |
| 34.  | MS 1977 | Birmingham   | Spojené království |
| 35.  | MS 1979 | Pchjongjang  | Severní Korea      |
| 36.  | MS 1981 | Novi Sad     | Jugoslávie         |
| 37.  | MS 1983 | Tokio        | Japonsko           |
| 38.  | MS 1985 | Göteborg     | Švédsko            |
| 39.  | MS 1987 | Nové Dillí   | Indie              |
| 40.  | MS 1989 | Dortmund     | Západní Německo    |
| 41.  | MS 1991 | Čiba         | Japonsko           |
| 42.  | MS 1993 | Göteborg     | Švédsko            |
| 43.  | MS 1995 | Tchien-ťin   | Čína               |
| 44.  | MS 1997 | Manchester   | Spojené království |
| 45.  | MS 1999 | Eindhoven    | Nizozemsko         |
| 46.  | MS 2000 | Kuala Lumpur | Malajsie           |
| 46.  | MS 2001 | Ósaka        | Japonsko           |
| 47.  | MS 2003 | Paříž        | Francie            |
| 48.  | MS 2005 | Šanghaj      | Čína               |
| 49.  | MS 2007 | Záhřeb       | Chorvatsko         |
| 50.  | MS 2009 | Jokohama     | Japonsko           |
| 51.  | MS 2011 | Rotterdam    | Nizozemsko         |
| 52.  | MS 2013 | Paříž        | Francie            |
| 53.  | MS 2015 | Su-čou       | Čína               |
| 54.  | MS 2017 | Düsseldorf   | Německo            |
| 55.  | MS 2019 | Budapešť     | Maďarsko           |
| 56.  | MS 2021 | Houston      | USA                |

## Přehled světových šampionátů družstev ve stolním tenise
| Mistrovství světa družstev ve stolním tenise | Mistrovství světa družstev ve stolním tenise | Mistrovství světa družstev ve stolním tenise |
| -------------------------------------------- | -------------------------------------------- | -------------------------------------------- |
| Rok                                          | město                                        | země                                         |
| MS 2004                                      | Dauhá                                        | Katar                                        |
| MS 2006                                      | Brémy                                        | Německo                                      |
| MS 2008                                      | Kanton                                       | Čína                                         |
| MS 2010                                      | Moskva                                       | Rusko                                        |
| MS 2012                                      | Dortmund                                     | Německo                                      |
| MS 2014                                      | Tokio                                        | Japonsko                                     |
| MS 2016                                      | Kuala Lumpur                                 | Malajsie                                     |
| MS 2018                                      | Halmstad                                     | Švédsko                                      |

## Medailové zařazení
| Pozice | stát             | zlato | stříbro | bronz | celkem |
| ------ | ---------------- | ----- | ------- | ----- | ------ |
| 1.     | Čína             | 140   | 102     | 153   | 395    |
| 2.     | Maďarsko         | 68    | 58,5    | 75,5  | 202    |
| 3.     | Japonsko         | 48    | 34      | 72    | 154    |
| 4.     | Československo   | 28    | 34,5    | 59    | 121,5  |
| 5.     | Rumunsko         | 16,5  | 10      | 19    | 45,5   |
| 6.     | Anglie           | 14    | 27,5    | 56,5  | 98     |
| 7.     | Švédsko          | 13    | 14      | 12,5  | 39,5   |
| 8.     | USA              | 9,5   | 2       | 20    | 31,5   |
| 9.     | Rakousko         | 6     | 15,5    | 35,5  | 57     |
| 10.    | Německo          | 5     | 16,5    | 20,5  | 42     |
| 11.    | Jižní Korea      | 5     | 15      | 42    | 62     |
| 12.    | Severní Korea    | 4     | 9       | 13    | 26     |
| 13.    | Jugoslávie       | 3     | 11      | 13,5  | 27,5   |
| 14.    | Sovětský svaz    | 3     | 4       | 7     | 14     |
| 15.    | Francie          | 2     | 3       | 18    | 23     |
| 16.    | Čínská Tchaj-pej | 1     | 2       | 5,5   | 8,5    |
| 17.    | Singapur         | 1     | 2       | 5     | 8      |
| 18.    | Skotsko          | 1     | 1       | 2     | 4      |
| 19.    | Polsko           | 0     | 3,5     | 7,5   | 11     |
| 20.    | Hongkong         | 0     | 2       | 22,5  | 24,5   |
| 21.    | Belgie           | 0     | 2       | 1     | 3      |
| 22.    | Wales            | 0     | 1,5     | 2,5   | 4      |
| 23.    | Bělorusko        | 0     | 1,5     | 1,5   | 3      |
| 24.    | Chorvatsko       | 0     | 0,5     | 2,5   | 3      |
| 25.    | Lucembursko      | 0     | 0,5     | 0     | 0,5    |
| 26.    | Egypt            | 0     | 0       | 2,5   | 2,5    |
| 27.    | Indie            | 0     | 0       | 2     | 2      |
| 28.    | Řecko            | 0     | 0       | 1,5   | 1,5    |
| 29.    | Dánsko           | 0     | 0       | 1     | 1      |
| 29.    | Vietnam          | 0     | 0       | 1     | 1      |
| 29.    | Itálie           | 0     | 0       | 1     | 1      |
| 32.    | Španělsko        | 0     | 0       | 0,5   | 0,5    |
| 32.    | Nizozemsko       | 0     | 0       | 0,5   | 0,5    |
| celkem | celkem           | 368   | 373     | 677   | 1418   |